# バレーボールカナダ男子代表
バレーボールカナダ男子代表（バレーボールカナダ だんしだいひょう）は、バレーボールの国際大会で編成されるカナダの男子バレーボールナショナルチームである。

## 歴史
1959年に国際バレーボール連盟へ加盟。オリンピックの出場では、開催国であった1976年モントリオールオリンピックで初出場を果たし、9位となった。
1984年ロサンゼルスオリンピックは前田健が監督としてチームを指揮し、4位入賞を果たした。
1992年バルセロナオリンピックの10位入賞を最後に、5大会連続でオリンピック出場を逃してきたが、2016年リオデジャネイロオリンピックの最終予選では、84年ロス五輪に選手として出場したホーグ監督がチームを率いて4位に入り、24年ぶりのオリンピック出場を決めた。

## 過去の成績

### オリンピックの成績
1964年から1972年まで出場なし
| - 1976年 - 9位 - 1980年 - 不出場 - 1984年 - 4位 - 1988年 - 不出場 - 1992年 - 10位 - 1996年 - 北中米予選敗退 - 2000年 - 最終予選敗退 | - 2004年 - 最終予選敗退 - 2008年 - 北中米予選敗退 - 2012年 - 北中米予選敗退 - 2016年 - 5位 - 2020年 - 8位 - 2024年 - 10位 |  |

### 世界選手権の成績
1949年から1970年まで出場なし
| - 1974年 - 20位 - 1978年 - 20位 - 1982年 - 11位 - 1986年 - 不出場 - 1990年 - 12位 - 1994年 - 9位 - 1998年 - 12位 | - 2002年 - 17位 - 2006年 - 11位 - 2010年 - 19位 - 2014年 - 7位 - 2018年 - 9位 - 2022年 - 17位 - 2025年 - |  |

### ワールドカップの成績
| - 1977年 - 12位 - 1995年 - 10位 - 1999年 - 8位 | - 2003年 - 7位 - 2015年 - 7位 - 2019年 - 9位 |  |

### 北中米選手権の成績
| - 1973年 - 3位 - 1979年 - 準優勝 - 1981年 - 3位 - 1983年 - 準優勝 - 1985年 - 3位 - 1987年 - 3位 - 1989年 - 準優勝 - 1991年 - 3位 | - 1993年 - 3位 - 1995年 - 3位 - 1997年 - 3位 - 1999年 - 3位 - 2001年 - 3位 - 2003年 - 準優勝 - 2005年 - 3位 - 2007年 - 4位 | - 2009年 - 4位 - 2011年 - 3位 - 2013年 - 準優勝 - 2015年 - 優勝 - 2017年 - 3位 - 2019年 - 3位 - 2021年 - 準優勝 - 2023年 - 準優勝 |

### ワールドリーグ・ネーションズリーグの成績
| - 1990年 - 不参加 - 1991年 - 10位 - 1992年 - 7位 - 1993年 - 不参加 - 1994年 - 不参加 - 1995年 - 不参加 - 1996年 - 不参加 - 1997年 - 不参加 - 1998年 - 不参加 - 1999年 - 8位 - 2000年 - 11位 - 2001年 - 不参加 | - 2002年 - 不参加 - 2003年 - 不参加 - 2004年 - 不参加 - 2005年 - 不参加 - 2006年 - 不参加 - 2007年 - 13位 - 2008年 - 不参加 - 2009年 - 不参加 - 2010年 - 不参加 - 2011年 - 不参加 - 2012年 - 12位 - 2013年 - 5位 | - 2014年 - 13位 - 2015年 - 15位 - 2016年 - 13位 - 2017年 - 3位 - 2018年 -7位 - 2019年 - 9位 - 2021年 - 8位 - 2022年 - 15位 - 2023年 - 12位 - 2024年 - 6位 - 2025年 - 14位 |

## 現在の代表
2024年パリオリンピックに登録されたロスター。
| 監督 | トーマス・サムエルボ       | トーマス・サムエルボ | トーマス・サムエルボ           | トーマス・サムエルボ | トーマス・サムエルボ |
| No.  | 選手名                     | 身長                 | 23-24所属チーム                | P                    | 備考                 |
| 2    | ルーク・ハー               | 192                  | ナルボンヌ・バレー             | S                    |                      |
| 4    | ニコラス・ホーグ           | 200                  | アルカシュ・スポル             | OH                   | キャプテン           |
| 5    | ブロディー・ホファー       | 199                  | プリズマ・バレー               | OH                   |                      |
| 6    | ダニー・デミャネンコ       | 196                  | モンペリエ・バレー             | MB                   |                      |
| 7    | スティーブン・マー         | 202                  | ヴェロ・バレー・モンツァ       | OH                   |                      |
| 8    | ブレット・ウォルシュ       | 195                  | スタッド・ポワテビン・ポワチエ | S                    |                      |
| 10   | ザンダー・ケトジンスキー   | 207                  | SVGリューネベルク              | OP                   |                      |
| 12   | ルーカス・ファン・ベルケル | 207                  | スポルティングCP               | MB                   |                      |
| 14   | オーサー・シュワーツ       | 208                  | ヴェロ・バレー・モンツァ       | MB/OP                |                      |
| 18   | ジャスティン・ルイ         | 178                  | ヴァンター・ダックス           | L                    |                      |
| 33   | フィン・マッカーシー       | 200                  | VK Lvi Praha                   | MB                   |                      |
| 25   | エリック・ロプキー         | 197                  | ヴェロ・バレー・モンツァ       | OH                   |                      |

## 歴代代表選手
- ジーノ・ブルーソー（英語版）
- ポール・ダーデン（英語版）
- スティーブ・ブリンクマン
- セバスチャン・リュエット
- ギャビン・シュミット
- フレデリック・ウィンタース（英語版）
- ルディ・バーヘフ（英語版）
- ジャスティン・ダフ（英語版）
- トーンチェ・バンランクベルト（英語版）
- ジョン・ぺリン（英語版）
- ニコラス・ホーグ
- スティーブン・マーシャル（英語版）
- ジェイソン・デロッコ
- スティーブン・マー
- シャロン・バーノン＝エバンズ